# آلن فیارد
آلن فیارد (انگلیسی: Alain Fiard؛ زادهٔ ۱۷ سپتامبر ۱۹۵۸) بازیکن سابق و مربی فوتبال اهل فرانسه است.
از باشگاه‌هایی که در آن بازی کرده‌است می‌توان به باشگاه فوتبال اوسر، باشگاه فوتبال باستیا، و باشگاه فوتبال لیل اشاره کرد.